# Desconstructivisme
|  | Aquest article tracta sobre l'escola arquitectònica. Si cerqueu el moviment filosòfico-estètic, vegeu «Desconstrucció». |

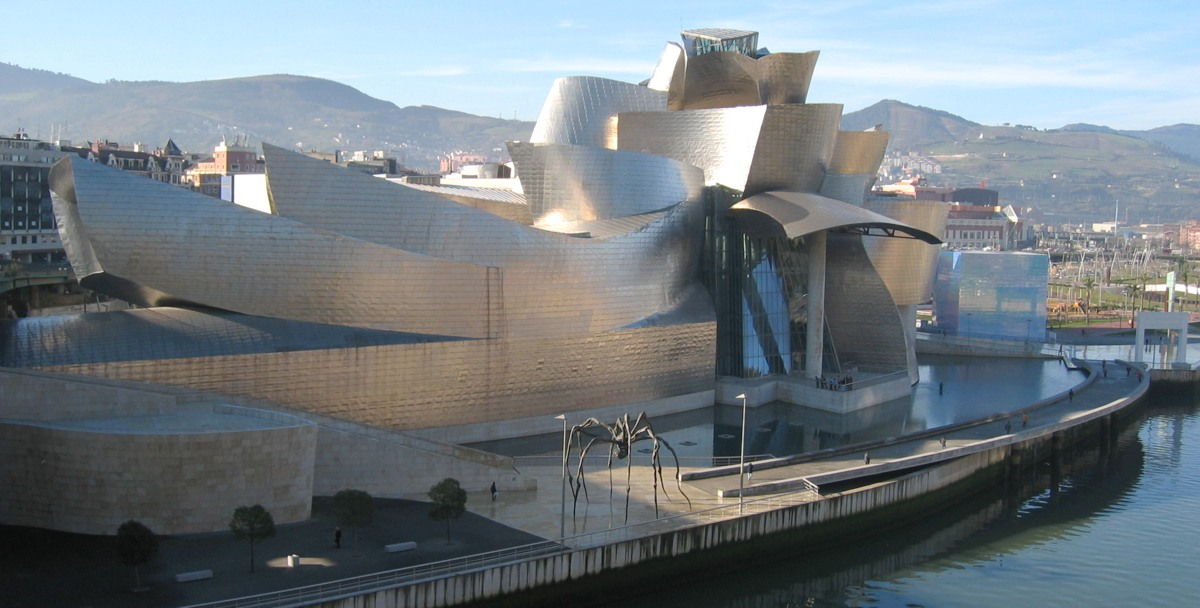
El Museu Guggenheim de Bilbao, País Basc, de Frank Gehry, és un dels edificis més espectaculars del desconstructivisme. De contorns orgànics, tracta d'assemblar-se a un vaixell. Els seus plafons brillants de titani, que recorden a les escames d'un peix, reflecteixen el riu Nervión.

El desconstructivisme és una escola arquitectònica que va néixer a la fi dels anys 1980. Es caracteritza per la fragmentació, el procés de disseny no lineal, l'interès per la manipulació de les idees de la superfície de les estructures i, en aparença, de la geometria no euclidiana, (per exemple, formes no rectilínies) que s'empren per distorsionar i dislocar alguns dels principis elementals de l'arquitectura com l'estructura i l'envoltant de l'edifici. L'aparença visual final dels edificis de l'escola desconstructivista es caracteritza per una estimulant impredictibilitat i un caos controlat. Per a alguns autors té la seva base en el moviment teòric-literari també anomenat desconstrucció. Però el nom també deriva del constructivisme rus que va existir durant la dècada de 1920 d'on en reprèn part de la seva inspiració formal. Cal fer notar que el nom que ha quallat per a aquesta escola és precisament amb el prefix de i no amb el prefix des com pel moviment literari.
Alguns esdeveniments importants en la història del moviment desconstructivista van ser el concurs internacional del parisenc Parc de la Villette (especialment la participació de Jacques Derrida i Peter Eisenman i el primer premi de Bernard Tschumi), l'exposició de 1988 del Museu d'Art Modern de Nova York Deconstructivist Architecture, organitzada per Philip Johnson i Mark Wigley, i la inauguració el 1989 del Wexner Center For The Arts a Columbus, dissenyat per Peter Eisenman. En l'exposició de Nova York es van exhibir obres de Frank Gehry, Daniel Libeskind, Rem Koolhaas, Peter Eisenman, Zaha Hadid, Coop Himmelb(l)au i Bernard Tschumi.

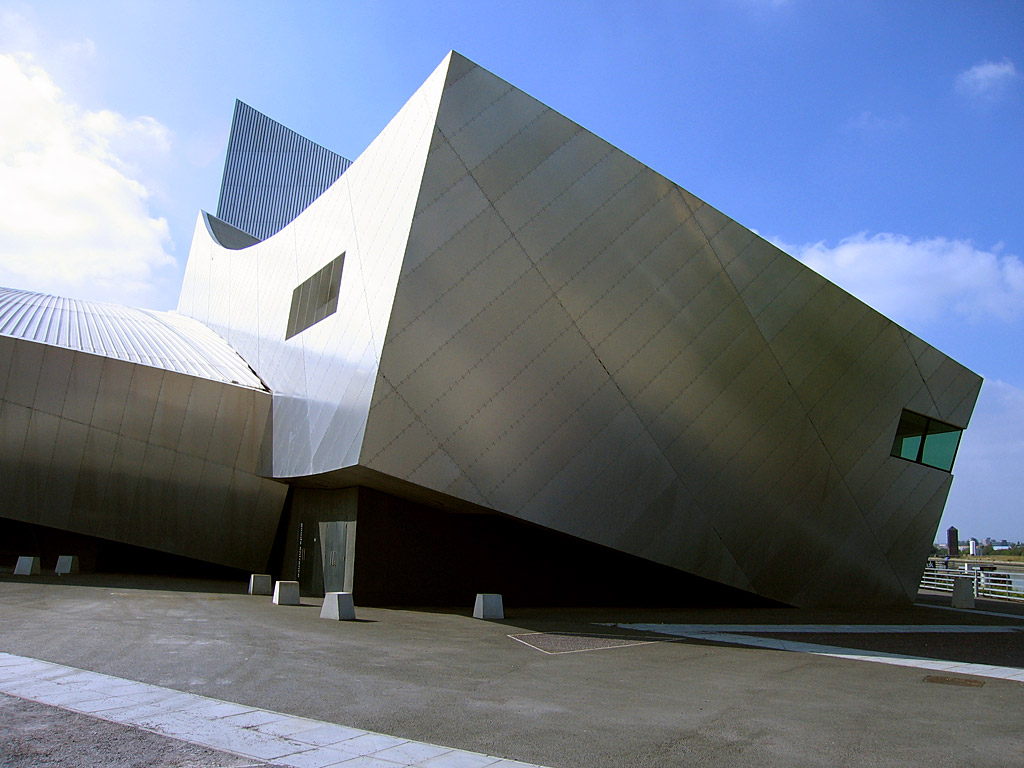
L'Imperial War Museum North de Daniel Libeskind, en Manchester consta de tres volums corbs que aparentment s'interssecten.

Des de l'esmentada exposició molts dels arquitectes associats al desconstructivisme s'han distanciat del terme. Tanmateix aquesta denominació va quallar i el seu ús actual inclou una tendència general de l'arquitectura contemporània.
Originalment, alguns dels arquitectes coneguts com a desconstructivistes estaven influïts per les idees del filòsof francès Jacques Derrida. Eisenman va mantenir una relació personal amb Derrida, però de tota manera va desenvolupar la seva aproximació al disseny arquitectònic molt abans de fer-se desconstructivista. Segons ell, el desconstructivisme s'ha de considerar una extensió del seu interès pel formalisme radical. Alguns seguidors del corrent desconstructivista estaven també influïts per l'experimentació formal i els desequilibris geomètrics dels constructivistes russos. Hi ha referències addicionals al desconstructivisme a diversos moviments del segle XX: la interacció postmodernitat/modernisme, expressionisme, cubisme i l'art contemporani. L'intent del desconstructivisme és alliberar l'arquitectura de les regles modernistes, que els seus seguidors jutgen constrictives, com «la forma segueix a la funció», «la puresa de la forma» i la «veritat dels materials» ("truth on materials").
El desconstructivisme inclou idees de fragmentació, processos no lineals, processos de disseny, geometria no euclidiana, negant polaritats com l'estructura i el recobriment. L'aparença visual dels edificis d'aquest estil es caracteritza per un caos controlat. Molts crítics del desconstructivisme veuen això com un mer exercici formal amb poc significat social. Però exemples com el Museu Guggenheim de Bilbao contradiuen aquesta tesi.

## Història, context i influències

### Modernisme i postmodernisme

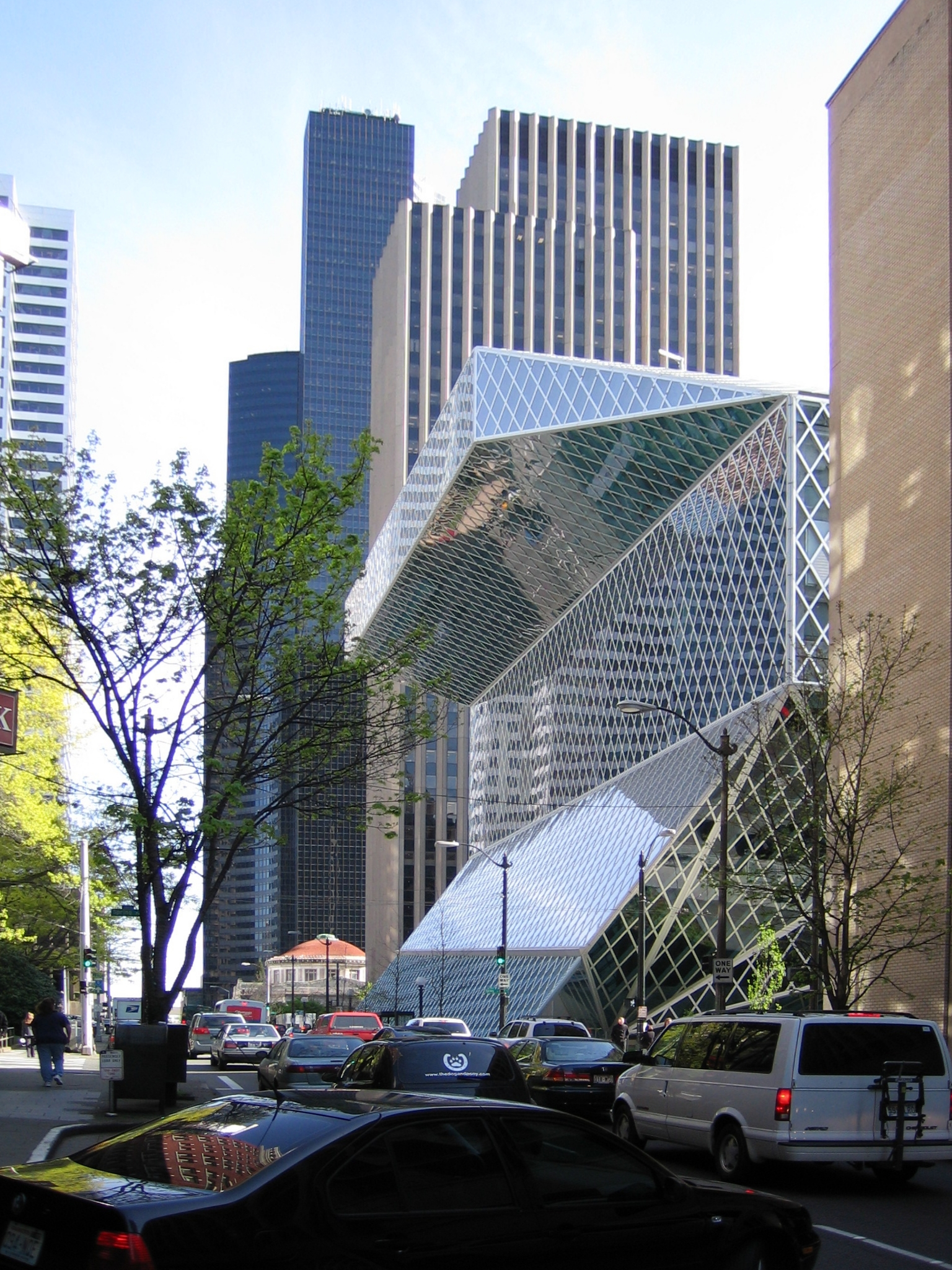
Biblioteca Central de Seattle, de Rem Koolhaas. La biblioteca, d'aspecte vistós, consisteix en diverses "plataformes flotants" aparentment embolicades en una gran xarxa d'acer sobre una pell de vidre.

El desconstructivisme exerceix, en l'arquitectura moderna, un paper oposat a la racionalitat ordenada del modernisme i al postmodernisme. És en particular clara la seva oposició a aquest darrer moviment. Encara que tant els postmodernistes com els desconstructivistes van publicar les seves teories conjuntament a la revista Oppositions (publicada en el període 1973-84), aquests articles van obrir també una bretxa decisiva entre ambdós moviments. Els desconstructivistes van adoptar una actitud de confrontació contra l'arquitectura establerta i la història de l'arquitectura, mostrant el seu desig de desacoblar l'arquitectura. Mentre que els postmodernistes van tornar a abraçar, sovint astutament o irònicament, les referències històriques que el modernisme rebutjava. El desconstructivisme rebutja l'acceptació postmoderna d'aquestes referències. També rebutja la idea d'ornament com a decoració. Aquests principis fan que el desconstructivista s'alineï amb les idees d'antihistoricisme modernista.
A més dels de Oppositions, un altre text que ha separat el desconstructivisme del desfibrilament del modernisme i el postmodernisme va ser la publicació de Complexity and Contradiction in architecture (1966) de Robert Venturi. Aquesta obra, definitiva tant per al postmodernisme com per al desconstructivisme ataca la puretat, claredat i simplicitat del modernisme. Després de la seva publicació, el funcionalisme i el racionalisme arquitectònic, les dues branques principals del modernisme, van ser enderrocades com paradigmes d'acord amb el postmodernisme i el desconstructivisme, però de formes diferents. La lectura postmoderna de Venturi va ser que l'ornamentació i l'al·lusió històrica afegia una riquesa a l'arquitectura. Alguns arquitectes postmoderns van intentar reaplicar l'ornamentació fins i tot a edificacions econòmiques, un esforç il·lustrat pel concepte de Venturi de "la barraca decorada". Es va rebutjar racionalisme en el disseny, però es va mantenir intacte el principi del funcionalisme. Això s'apropa a la tesi de la següent obra major de Venturi: els símbols i ornaments poden aplicar-se a l'arquitectura pragmàtica afegint-hi les complexitats filosòfiques de la semiologia.

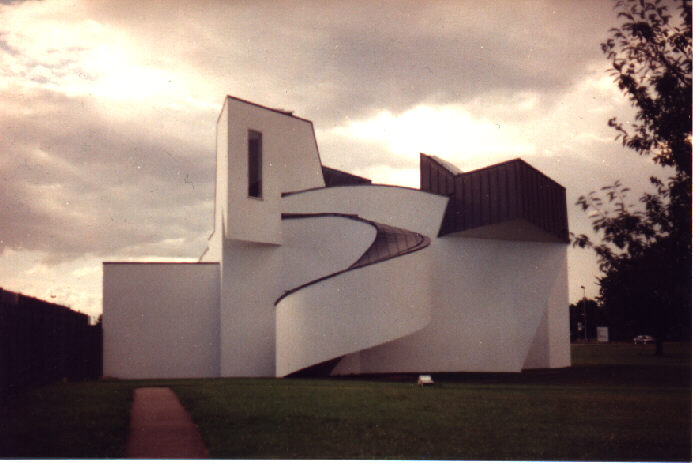
Vitra Design Museum, de Frank Gehry, a Weil Am Rhein

La lectura desconstructivista de Complexity and Contradiction és bastant diferent. L'edifici bàsic era el subjecte dels problemes i les complicacions per al desconstructivisme, sense desprendre's de l'ornamentació. En lloc de separar ornament i funció, com els postmodernistes, es van qüestionar els aspectes funcionals dels edificis. La geometria era per als desconstructivistes el que l'ornament per als postmodernistes com Venturi, el subjecte de la complicació, i aquesta complicació de la geometria es va aplicar, finalment, als aspectes funcionals, estructurals i espacials dels edificis desconstructivistes. Un exemple de la complexitat desconstructivista és el Vitra Design Museum de Frank Gehry a Weil-am-Rhein, que pren el típic cub blanc sense ornamentació de les galeries d'art modernistes i el desconstrueix, emprant geometries que recorden el cubisme i l'expressionisme abstracte. Això subverteix els aspectes funcionals de la simplicitat modernista alhora que pren el modernisme, particularment en el seu estil internacional, del qual la superfície estucada blanca és una reminiscència, com a punt de partida. Un altre exemple de la lectura desconstructivista de Complexity and Contradiction és el Center for the Arts de Peter Eisenman. El Wexner Center pren la forma arquetípica del castell i la imbueix de complexitat en una sèrie de talls i fragmentacions. Una reixeta tridimensional recorre arbitràriament l'edifici. La reixeta, una referència al modernisme, col·lideix amb l'antiguitat medieval del castell. Algunes de les columnes de la reixeta no arriben a terra, sinó que queden intencionadament suspeses sobre les escales creant una sensació d'incomoditat neuròtica i contradient el principi estructural de la columna. El Wexner Center desconstrueix l'arquetip de castell i representa els seus espais i estructures com conflictes i diferències.

### Filosofia desconstructivista
El camí principal de la filosofia desconstructivista a la teoria arquitectònica transcorre a través de la influència del filòsof Jacques Derrida sobre Peter Eisenman. Eisenman va traçar les bases filosòfiques del moviment literari de la desconstrucció, i va col·laborar directament amb Derrida en alguns projectes, com la participació en el concurs del Parc de la Villette, documentada en Choral Works. Tant Derrida i Eisenman, com Libeskind estaven preocupats amb la «metafísica de la presència», i aquest és el subjecte principal de la filosofia desconstructivista en la teoria arquitectònica. La pressuposició realitzada és que l'arquitectura és un llenguatge capaç de comunicar el sentit i ser tractat pels mètodes de la filosofia del llenguatge. La dialèctica de la presència i l'absència, o el sòlid i el buit, apareix en molts projectes d'Eisenman. Tant Derrida com Eisenman creien que el locus, o el lloc de la presència, és arquitectura, i es troba la mateixa dialèctica de la presència i l'absència en la construcció i la desconstrucció.
Segons Derrida, s'exerceix millor la lectura quan s'està davant d'estructures narratives clàssiques. Qualsevol de construcció arquitectònica necessita l'existència d'un arquetip de con strucción particular, una expectativa convencional fortament establerta sobre la qual jugar amb la flexibilitat de les normes. El disseny de la pròpia residència de Frank Gehry a Santa Mònica (des de 1978), ha estat citat com una variació prototípica al voltant d'un tema estàndard: començant amb una casa ordinària en un veïnat ordinari, Gehry va alterar la seva massa, el seu envoltant espacial i els seus plans en una subversió juganera. El resultat és un exemple de desconstrucció

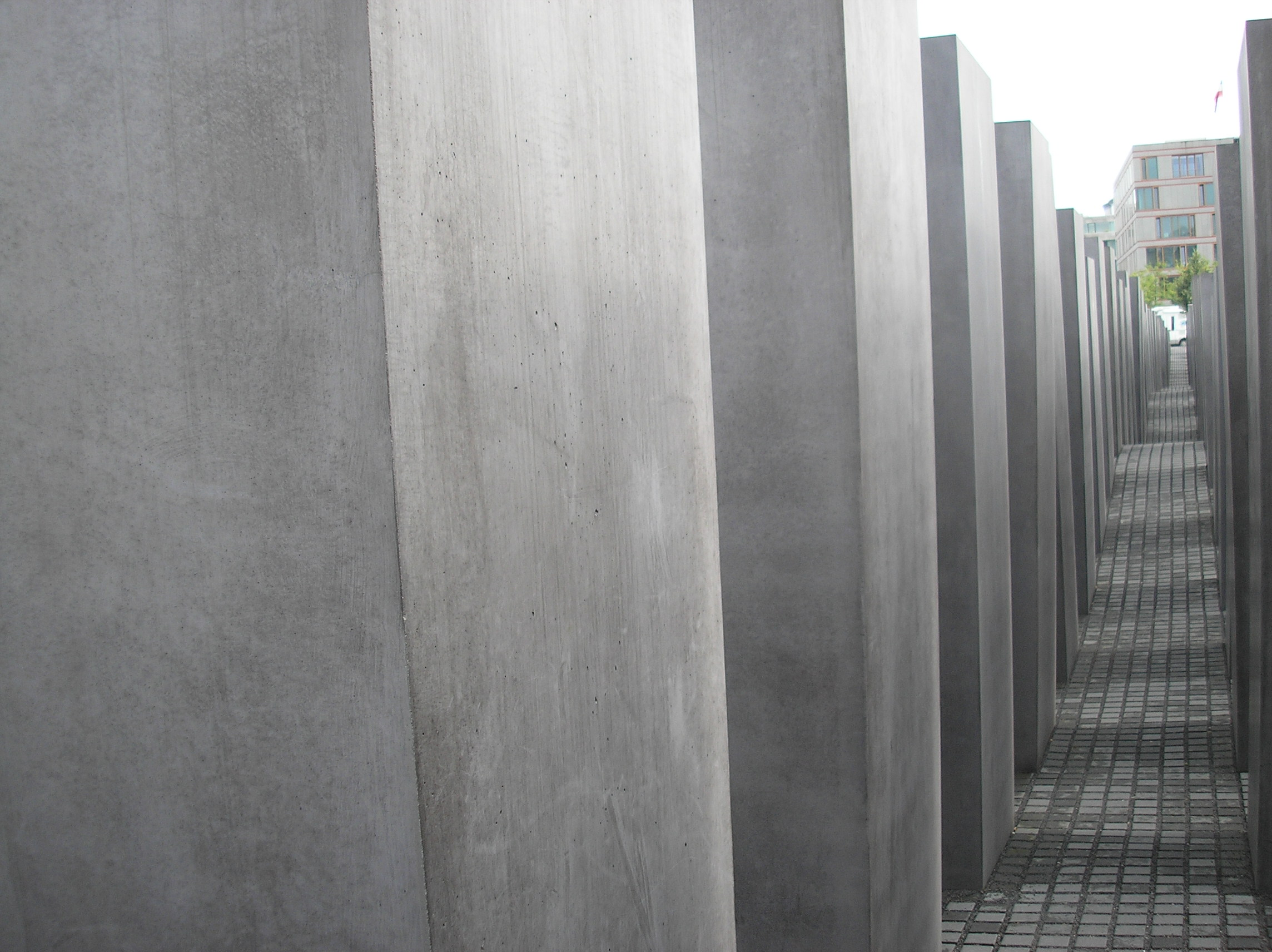
Monument als Jueus d'Europa assassinats, de Peter Eisenman i Buro Happold, dissenyat per produir una atmosfera molesta i confusa. L'escultura tracta de representar un sistema suposadament ordenat que ha perdut el contacte amb la raó humana.

A més de la concepció metafísica de Derrida sobre la metafísica de la presència i la desconstrucció, les seves nocions de traça i esborrament, encarnades en la seva filosofia de l'escriptura i l'arqui-escriptura van trobar el seu camí en les memòries desconstructivistes. Daniel Libeskind va concebre molts dels seus primers projectes com una forma d'escriptura o un tractat sobre l'escriptura i sovint va treballar amb cal·ligrames. Va afaiçonar escultures arquitectòniques a partir de llibres i sovint va cobrir els models amb texts, referint obertament la seva arquitectura a l'escriptura. Libeskind va posar en pràctica les nocions de traça i esborrament en el seu projecte del Museu Jueu De Berlín. El museu està concebut com la traça de l'esborrament de l'Holocaust, i intenta que el seu subjecte sigui llegible i commovedor. Els monuments de Maia Lin als veterans del Vietnam i d'Eisenman Als jueus assassinats a Europa reflecteixen també els temes de la traça i l'esborrament.

### Constructivisme i futurisme rus
Un altre corrent major de l'arquitectura desconstructivista s'inspira en el constructivisme i el futurisme rus de principis del segle xx, i tant en les seves arts gràfiques com en la seva arquitectura visionària, de la qual es van arribar a construir pocs edificis.
Els artistes Naum Gabo, El Lissitzky, Kazimir Malèvitx i Alexander Rodchenko van influir en l'ús de les formes geomètriques de l'arquitectura desconstructivista de Zaha Hadid i Coop Himmelb(l)au. Tant el desconstructivisme com el constructivisme mostren una preocupació per la tectònica dels acoblaments abstractes. Ambdós van considerar la simplicitat radical de les formes geomètriques el motiu artístic primari, expressat en les arts gràfiques, l'escultura i l'arquitectura. Tanmateix, la tendència constructivista cap al purisme és absent en el desconstructivisme: la forma sovint sofreix una deformació quan la construcció es desconstrueix. En general també destaca la seva absència de la defensa de les causes socialistes i col·lectivistes, indispensables en el constructivisme rus.
Els motius gràfics primaris del constructivisme eren la barra rectangular i la falca triangular, el quadrat i el cercle. El Lizzitsky, en les seves sèries Prouns, va acoblar grups de geometries amb diferents orientacions flotant lliurement en l'espai. Aquestes figures evoquen les unions estructurals bàsiques com les barres de metall o la fusta serrada apilada o escampada. També va realitzar esbossos que compartien aspectes amb el dibuix tècnic. Són semblants també les sèries desconstructivistes Micromegues de Daniel Libeskind.
| «                                                                                       | La ruptura simbòlica de la paret efectuada per la introducció de motius constructivistes de barres inclinades i creuades estableix una subversió de la paret que defineix la pròpia barra.... Aquest caos aparent en realitat construeix les parets que defineixen la barra; és l'estructura. El desordre intern produeix la barra alhora que la divideix com ferides obertes al llarg de la seva longitud. | » |
| — Phillip Johnson and Mark Wigley, {Ignacio Sandoval}Deconstructive Architecture, 'p.34 | |   |

L'estructuralisme nu dels arquitectes Ivan Leonidov, Konstantín Mélnikov, Alexander Vesnin i Vladímir Tatlin també va tenir el seu impacte en els arquitectes desconstructivistes, sobretot en Rem Koolhaas. Els seus últims treballs semblen encarnar el procés de la construcció. Acaben els aspectes temporals i transicionals dels edificis, les bastides i les grues necessàries en l'edificacions de gran mida. Das Wolkernbügel, d'El Lissitzky, semblant a grues connectades i fetes habitables, és un precedent de la torre de la China Central Television, en la qual Koolhaas realitza una arquitectura que sembla perpètuament en construcció.

## Art contemporani

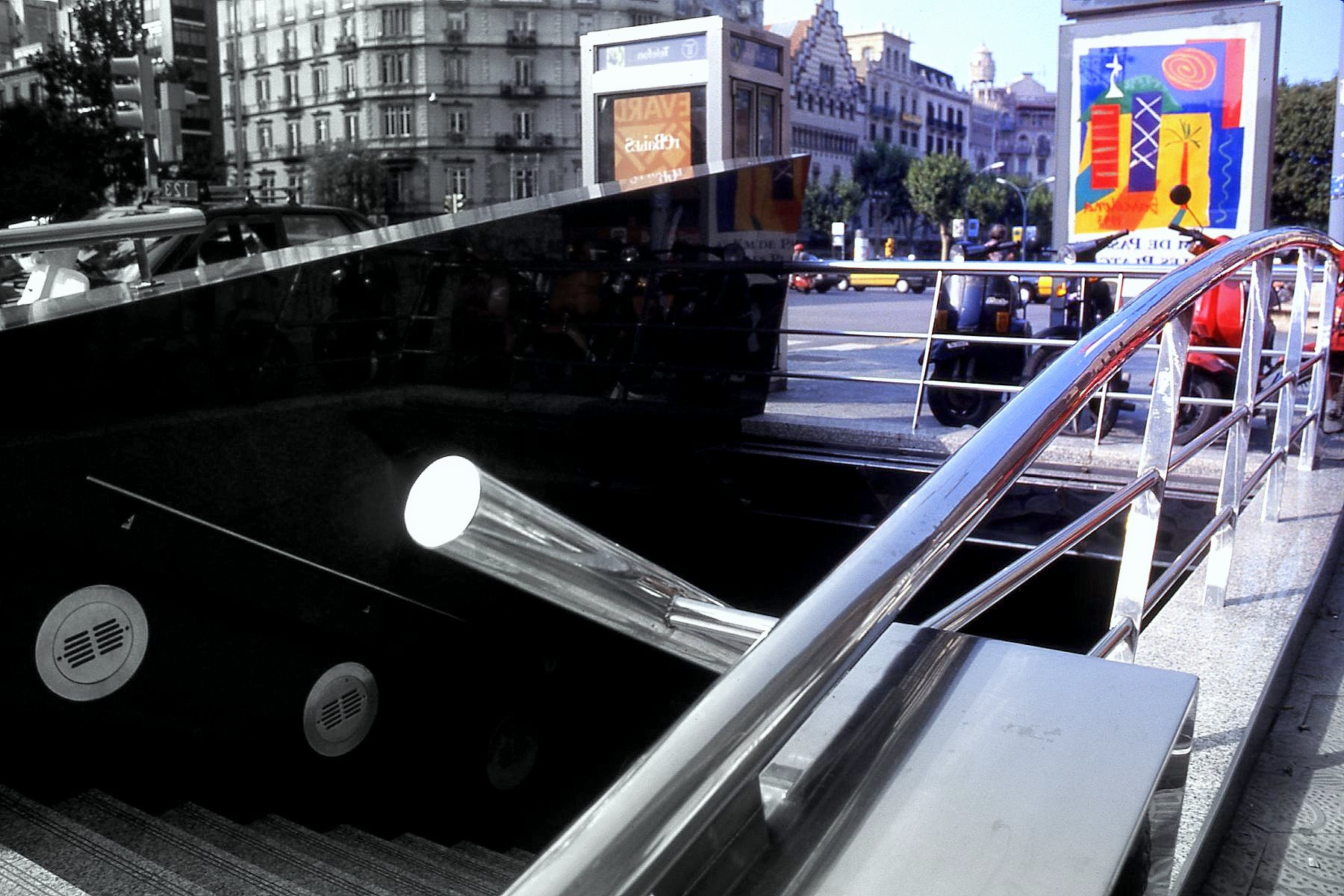
Estació Passeig de Gracia (1991-2014) Barcelona, de Daniel Navas i Neus Solé.

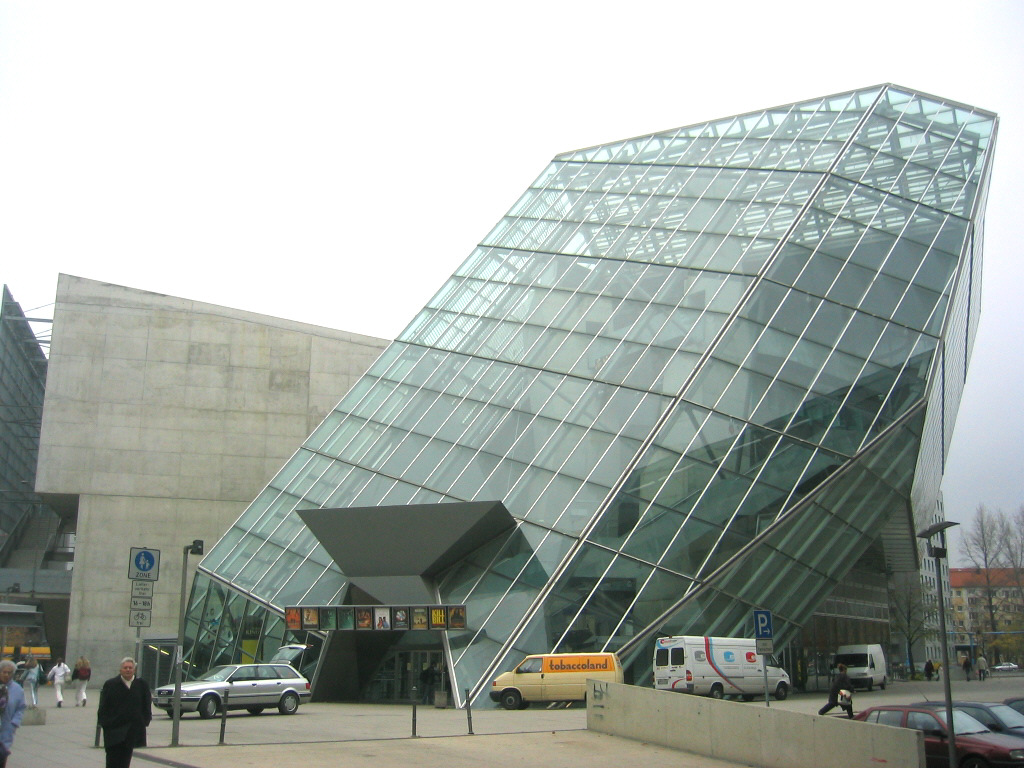
Ufa-Palast a Dresde, de Coop Himmelb(l)au.

Dos corrents de l'art modern, el minimalisme i el cubisme han exercit una gran influència en el desconstructivisme. El cubisme analític va tenir un gran efecte en el desconstructivisme, ja que les formes i el contingut es disseccionen i són vistes des de diferents perspectives simultàniament. La sincronia de l'espai disjunt és evident a moltes obres de Frank Gehry i Bernard Tschumi. Tanmateix, el cubisme sintètic, amb la seva aplicació en l'art trobat, no va exercir una influència tan gran en el desconstructivisme com el cubisme analític, encara que també es troba a les primeres obres de Frank Gehry. El desconstructivisme també comparteix amb el minimalisme una absència de referències culturals. També rep sovint la influència de les nocions minimalistes d'art conceptual.
Partint de la seva tendència cap a la deformació i la dislocació es poden trobar aspectes de l'expressionisme i de l'arquitectura expressionista associats al desconstructivisme. De vegades el desconstructivisme reflecteix varietats de l'expressionisme, com el neoexpressionisme i l'expressionisme abstracte. Les formes angulars de l'Ufa-Palast de Dresde, de Coop Himmelb(l)au, recorden la geometria abstracta de les pintures numerades de Franz Kline i a la figures angulars representades en les escenes urbanes d'Ernst Ludwig Kirchner. L'obra de Vassili Kandinski també guarda similituds amb l'arquitectura desconstructivista. El seu moviment cap a l'expressionisme abstracte apartant-se del treball figuratiu, té el mateix esperit que el rebuig desconstructivista de l'ornament per a la geometria.

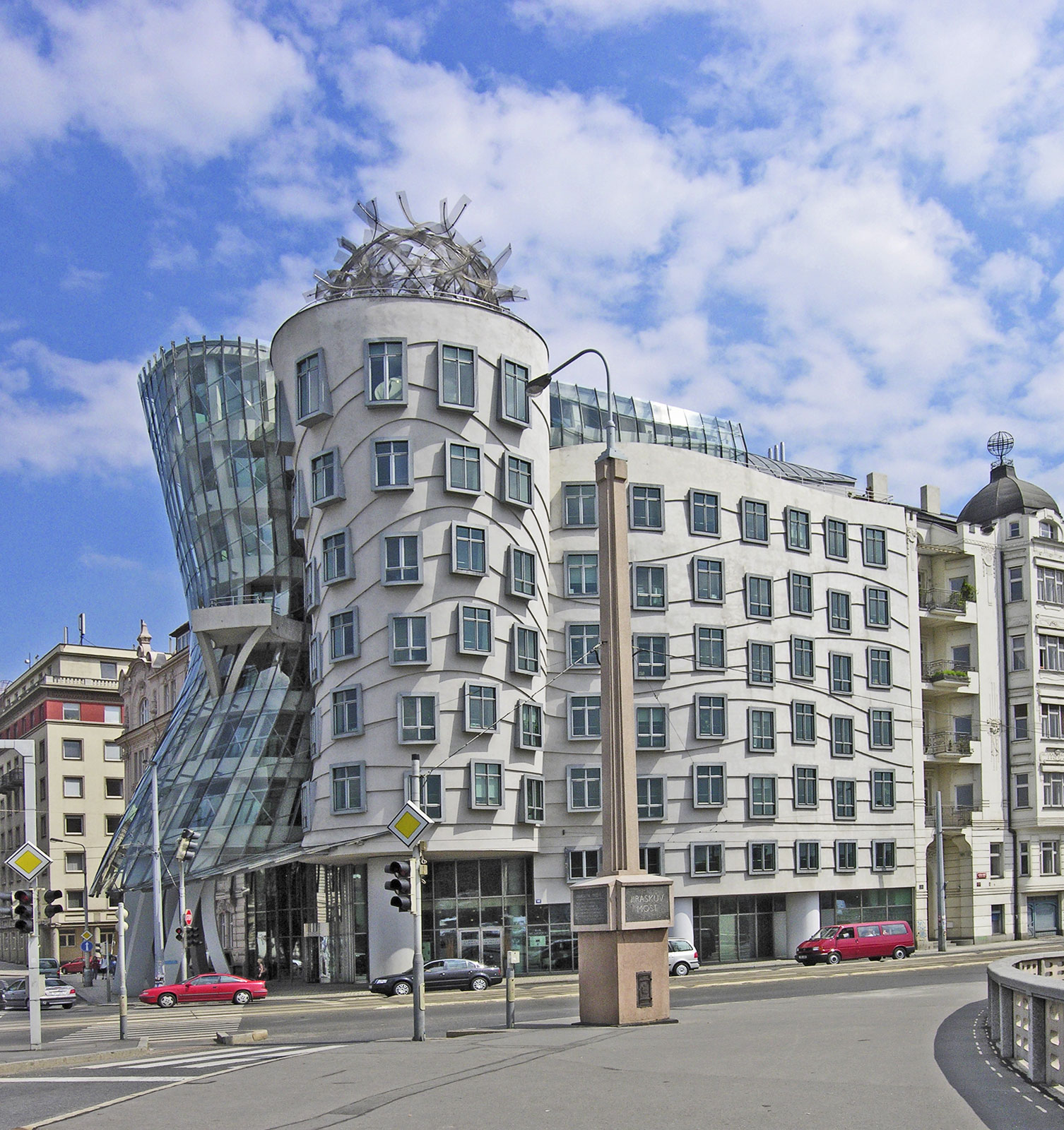
La Casa Dansaire, Praga, de Frank Gehry, representa una dona i un home (Ginger Rogers i Fred Astaire) ballant junts.

Molts artistes de les dècades de 1980 i 1990 van realitzar obres que van influir o van prendre part en el moviment desconstructivista. Maia Lin i Rachel Whiteread són dos d'aquests casos. El projecte de Lin de 1982 del Monument als veterans del Vietnam, amb els seus blocs de formigó és un. La seva forma fragmentada i la reducció del contingut a un text minimalista va influir en el desconstructivisme, en el seu sentit de la fragmentació i l'èmfasi en la lectura del monument. Lin també va realitzar obres per al Centre Wexner de Eisenman. Els espais arquitectònics de Rachel Whiteread són un altre exemple en el qual l'art contemporani conflueix amb l'arquitectura. Ghost (1990), un espai sencer d'escaiola que solifidica el buit, al·ludeix a la noció de presència arquitectònica de Derrida. Building cuts, de Gordon Matta-clark eren seccions desconstruïdes d'edificis exhibides a les galeries d'art.

### Exposició de 1988 del Moma
Mark Wigley i Philip Johnson van organitzar l'exposició del Moma de 1988 titulada Deconstructivist architecture, que va cristal·litzar el moviment i va donar fama i notorietat als seus integrants. Els arquitectes que van presentar obres en l'exposició van ser Peter Eisenman, Frank Gehry, Zaha Hadid, Coop Himmelb(l)au, Rem Koolhaas, Daniel Libeskind i Bernard Tschumi. Mark Wigley va escriure un assaig en el qual va tractar de mostrar els aspectes comuns dels diferents arquitectes.

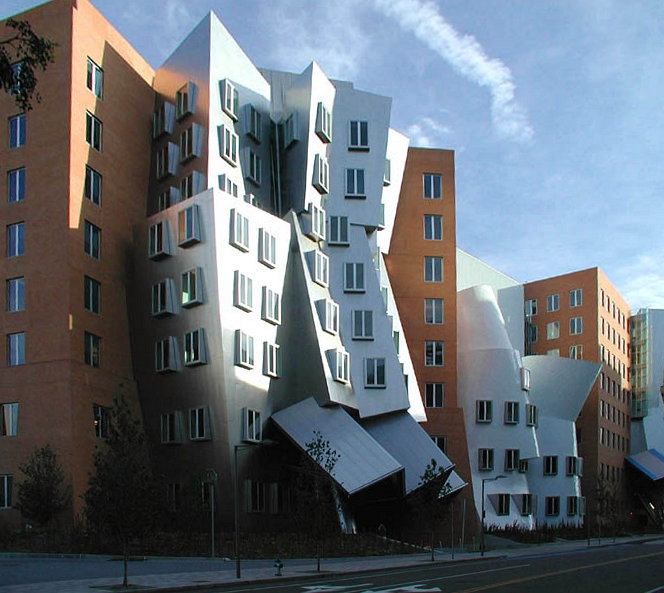
Stata Center, Mit, d'aspecte improvisat.

| «                                                                            | Els projectes d'aquesta exposició marquen una sensibilitat diferent, una en la qual el son de la forma pura ha estat pertorbada. És la capacitat de pertorbar els nostres pensaments sobre la forma el que fa a aquests projectes desconstructius. La mostra examinava un episodi, un punt d'intersecció entre molts arquitectes on cada un construeix un inquietant edifici mitjançant l'explotació del potencial ocult del modernisme. | » |
| — Phillip Johnson y Mark Wigley, Excerpts from Deconstructivist Architecture | |   |

### Disseny assistit per ordinador
El disseny assistit per ordinador (CAD) és una eina essencial en l'actualitat en molts aspectes de l'arquitectura contemporània, però la naturalesa particular del desconstructivisme fa que la utilització d'ordinadors sigui especialment pertinent. El modelatge tridimensional i les animacions (virtuals i físiques) ajuden en la concepció d'espais complexos, mentre que la capacitat d'enllaçar models computeritzats amb la fabricació assistida per ordinador (CAM) permet que la producció en massa d'elements modulars lleugerament diferents sigui assequible. De forma retrospectiva, moltes de les primeres obres desconstructivistes -els esbossos de Zaha Hadid, per exemple- semblen haver estat concebudes amb l'ajuda d'una computadora, però en realitat no va ser així. Gehry és conegut per realitzar durant el procés de disseny molts models físics (maquetes) i virtuals. Gehry empra en el seu estudi un sofisticat programa de disseny aeronaútic Catia. Encara que l'ordinador ha facilitat molt el disseny de formes complexes, no tot el que té aspecte estrany és "desconstructivista".

## Resposta crítica

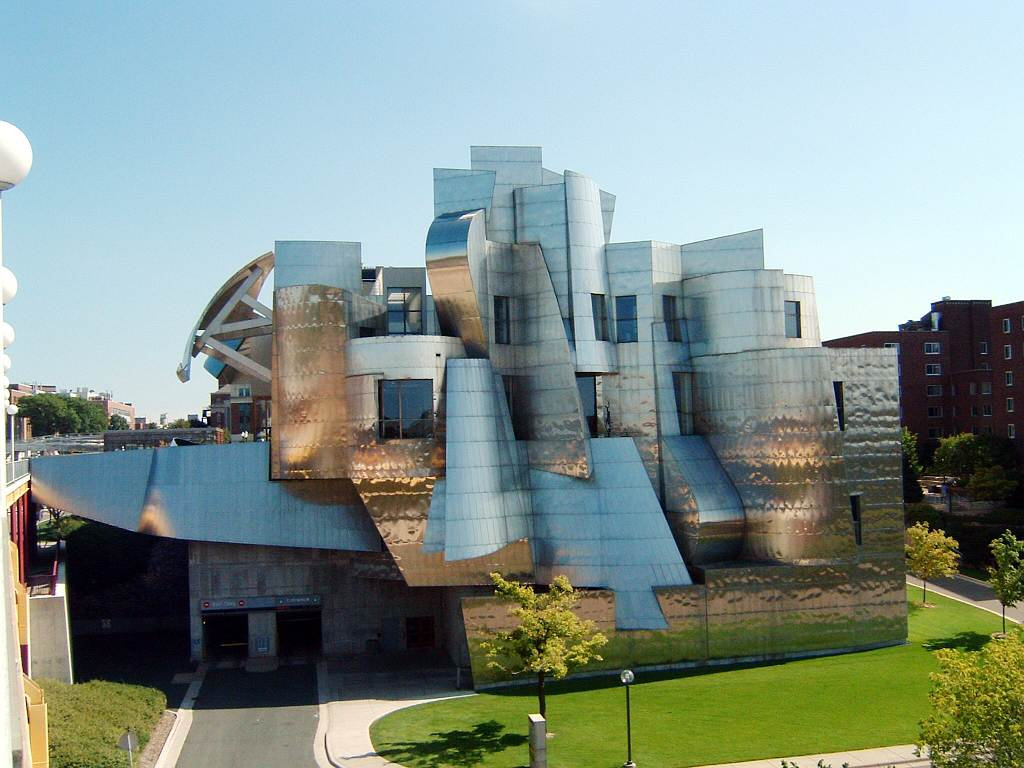
Weisman Art Museum de Frank Gehry, 1993.

Des de la publicació de Modern Architecture: A Critical History, de Kenneth Frampton (primera edició: 1980) s'ha pres consciència del paper de la crítica en la teoria arquitectònica. Com Whilst assenyala a Derrida com una influència filosòfica, es pot considerar que el desconstructivime està tan arrelat en la teoria crítica com una altra resposta al modernisme gairebé coetània, el regionalisme crític. Els dos aspectes de la teoria crítica, urgència i anàlisi, es troben en el desconstructivisme. Hi ha una tendència a reexaminar i criticar altres treballs o precedents del desconstructivisme, i també per situar les qüestions estètiques en primer pla. Un exemple podria ser el Wexner Center. La teoria crítica, tanmateix, tenia com a cor una crítica al capitalisme i els seus excessos, i en aquest aspecte molts treballs dels desconstructivistes no segueixen aquests principis, ja que estan realitzats per una elit i són extremadament costosos.
El Wexner Center tracta amb assumptes fonamentals de l'arquitectura com la funció i la precedència i mostra la seva urgència en el discurs arquitectònic d'una forma analítica i crítica. La diferència entre el crític en el desconstructivisme i el crític en el regionalisme crític és que el regionalisme crític redueix el nivell de complexitat involucrat i realitza una anàlisi més clara alhora que intenta reconciliar l'arquitectura moderna amb les diferències locals culturals, físiques i naturals; sent així, una arquitectura d'integració. Això condueix al modernisme "vernacle". El regionalisme crític mostra manca d'autocrítica estètica i una visió utòpica del lloc, tanmateix les tendències de l'arquitectura verda s'han manifestat com una actitud o resposta crítica i un crit a la consciència. Al contrari, el desconstructivisme s'autocritica i rep crítiques externes més intensament, a més de tendir a mantenir un alt nivell de complexitat compositiva, podent dificultar la seva execució fent-lo dependent de les possibilitats financeres i tecnològiques disponibles; a això es podria comparar: la mà d'obra amb coneixements empírics del mitjà local o rural contra la mà d'obra altament tecnificada i urbana. Alguns arquitectes identificats amb el moviment desconstructivista, especialment Frank Gehry, que sovint adopta punts de vista antifilosòfics
han rebutjat vehementment que es classifiqui la seva obra com desconstructivista. D'altres són tan crítics amb el seu propi treball com amb els precedents i els treballs contemporanis.
Els crítics del desconstructivisme ho veuen com un exercici purament formal, de poc contingut social. Kenneth Frampton el troba "elitista i després". Des de la mateixa arquitectura l'altra crítica que se li pot fer és que a vegades aquest enfocament representa més un compromís amb l'escultura que amb l'arquitectura. Altres crítiques són similars a les de la filosofia desconstructivista, ja que l'acte de la desconstrucció no és un procés empíric pot resultar en qualsevol cosa que l'arquitecte desitgi i, per tant, sofreix de falta de consistència. En els últims temps alguns tenen la sensació que els fonaments filosòfics dels començaments del moviment s'han perdut. Altres crítics rebutgen la premissa que l'arquitectura sigui un llenguatge capaç de ser el subjecte de la filosofia lingüística o, si consideren que va ser un llenguatge en el passat critiquen que ja no ho és. D'altres qüestionen la saviesa i l'impacte sobre futures generacions d'una arquitectura que rebutja el passat i no presenta a canvi valors clars i sovint segueix estratègies intencionalment agressives.